# Burg Auerbach (Mittelfranken)
Die Burg Auerbach ist eine abgegangene mittelalterliche Burg unmittelbar östlich der  Kirche in Auerbach (Haus Nr. 14), einem heutigen Gemeindeteil des Marktes Colmberg im Landkreis Ansbach in Bayern.
Von der wohl zu Beginn des 14. Jahrhunderts von den Ortsherren von Esel erbauten Burg blieb nur die durch David von Jaxtheim 1583 erbaute Zehntscheune (Hofgebäude) erhalten, das im 17. Jahrhundert seine jetzige Gestalt erhielt. Ein Inschriftstein „erbaut 1583“ in der Hofmauer erinnert daran. Von 1610 bis 1734 war der Besitz in der Hand der Freiherren von Eyb.